# Ordre du Mérite militaire (Bavière)
Pour les articles homonymes, voir Ordre du Mérite militaire.
L'ordre du Mérite militaire de Bavière a été fondé le 19 juillet 1866 par le roi Louis II de Bavière pour distinction d'actions pendant les guerres de 1866 (guerre austro-prussienne), puis de 1870 (guerre franco-allemande).
Elle a été la principale décoration du royaume pour bravoure et mérite militaire pour les officiers et fonctionnaires de rang supérieur.
Les civils agissant en soutien de l'armée ont également été rendus éligibles pour la décoration.
L'ordre du Mérite militaire est classé en dessous de l'ordre militaire de Maximilien-Joseph de Bavière, la plus haute décoration militaire de Bavière qui était l'honneur pour les officiers (et conférait un titre de noblesse héréditaire pour les non-officiers qui n'étaient pas déjà nobles).
Le monarque régnant était le Grand-maître de l'Ordre et de son ministre de la Guerre le Grand-chancelier.

## Description
La conception de l'ordre est une croix de Malte d'émail bleu avec un médaillon central. Les bras de la croix de la plupart des classes (et toutes les classes après 1905) étaient séparés par des flammes d'or (flammes d'argent pour la 4e classe après la révision de l'ordre en 1905).
L'avers du centre était un médaillon d'or comportant un « L » (pour le roi Louis II) sur le centre noir émaillé et le mot merenti sur un anneau d'émail blanc bordé d'or (plus tard en argent). Le revers était un lion d'or sur émail noir de Bavière avec la date de la fondation, « 1866 », sur l'anneau blanc émaillé (la croix d'officier, une classe créée en 1900, avait un revers plein).
La plupart des différentes classes de l'ordre étaient de différentes tailles et portées différemment, avec un ruban en sautoir ou sur la poitrine, suspendues ou non à un ruban.
La croix d'officier était une croix avec agrafe portée sur la partie inférieure gauche de la poitrine, comme les autres classes.

## Classes
L'ordre se compose initialement de cinq classes :
- Grand-croix ;
- Grand-commandeur ;
- commandeur ;
- chevalier 1re et 2e classe ;
- Titulaire de la croix du Mérite militaire.

À la suite de la Première Guerre mondiale (après une révision complète des statuts en 1905), l'ordre du Mérite militaire possède les catégories suivantes :
- Grand-croix (Großkreuz) - grande croix suspendue à une écharpe, avec plaque ;
- 1re classe (1. Klasse) - croix avec plaque ;
- 2e classe (2. Klasse) - croix suspendue à un ruban autour du cou ;
- croix d'officier (Offizierskreuz) - croix portée sur la partie inférieure gauche de la poitrine, la branche inférieure de la croix est plus allongée ;
- 3e classe (3. Klasse) - croix suspendue à un ruban sur la poitrine en haut à gauche ;
- 4e classe (4. Klasse) - même croix que la 3e classe, mais d'argent.

L'ordre pourrait être décerné, avec ou sans épées (pour actes de guerre ou de bravoure au combat). La Grand-croix et la 1re classe étaient toujours décernées avec une plaque, mais la 2e classe pouvait être accordée avec ou sans plaque. Les 3e et 4e classes pouvaient être décernées avec ou sans couronne. Généralement, ces distinctions étaient décernées en fonction du rang, mais dans certains cas les couronnes ont été utilisés pour permettre une deuxième attribution pour d'autres actes de bravoure ou de mérite militaire.
Pendant la Première Guerre mondiale, l'ordonnance a été généralement attribuée comme suit :
- grand-croix avec épées (Großkreuz mit Schwertern) — maréchaux, colonel, général ;
- 1re classe avec épées (1. Klasse mit Schwertern) — certains généraux, lieutenants-généraux ;
- 2e classe avec plaque et épées (2. Klasse mit dem Stern und mit Schwertern) — lieutenants-généraux, généraux de division qui ont déjà eu la 2e classe avec épées ;
- 2e classe avec épées (2. Klasse mit Schwertern) — majors généraux ;
- croix d'officier avec épées (Offizierskreuz mit Schwertern) — colonels, lieutenants-colonels ;
- 3e classe avec couronne et épées (3. Klasse mit der Krone und mit Schwertern) — colonels, lieutenants-colonels ;
- 3e classe avec épées (3. Klasse mit Schwertern) — lieutenants-colonels, majors ;
- 4e classe avec couronne et épées (4. Klasse mit der Krone und mit Schwertern) — majors, capitaines (et quelques lieutenants) qui avait déjà la 4e classe avec Épées ;
- 4e classe avec épées (4. Klasse mit Schwertern) — capitaines, lieutenants.

En outre, il a été associé à la croix du Mérite militaire, qui a été attribuée aux non-officiers et soldats enrôlés.

### Attributions

#### 1866-1905

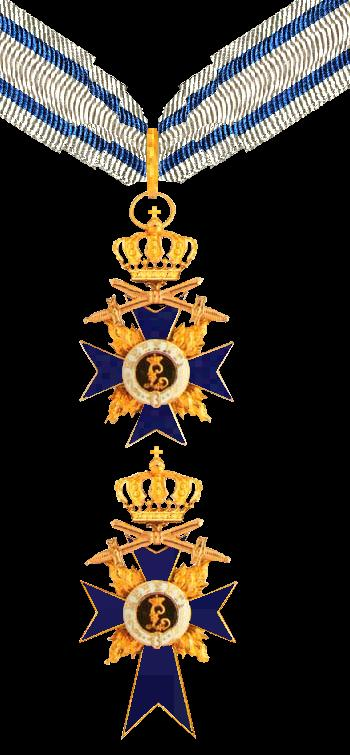
Commandeur avec épées et couronne (en haut), Croix d'officier avec épées et couronne (en bas)

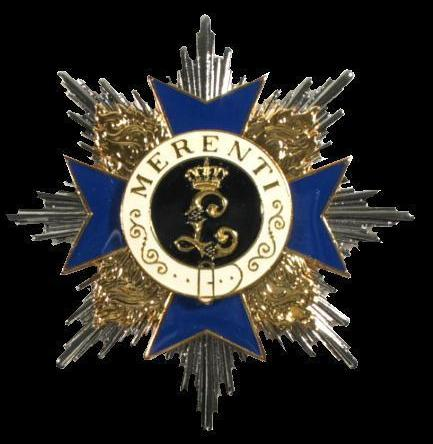
Ordre avec étoile

| Classe de l'ordre               | Attribution  |
| ------------------------------- | ------------ |
| Grand-croix                     | 164          |
| Grand-croix avec épées          | 42           |
| Grand-commandeur                | 215          |
| Grand-commandeur avec épées     | 66           |
| Commandeur                      | 574          |
| Commandeur avec épées           | 173          |
| Croix d'officier                | 98           |
| Croix d'officier avec épées     | 5            |
| Chevalier 1re classe            | 1 140        |
| Chevalier 1re classe avec épées | 465          |
| Chevalier 2e classe             | non attribué |
| Chevalier 2e classe avec épées  | non attribué |

#### 1905-1918
| Classe de l'ordre                                                  | Attribution |
| ------------------------------------------------------------------ | ----------- |
| Grand-croix avec couronne et épées                                 | 2           |
| Grand-croix                                                        | 44          |
| Grand-croix avec ruban pour service de guerre                      | 3           |
| Grand-croix avec épées                                             | 82          |
| Grand-croix avec épées avec ruban pour service de guerre           | 4           |
| 1re classe avec couronne et épées                                  | 2           |
| 1re classe                                                         | 70          |
| 1re classe avec ruban pour service de guerre                       | 1           |
| 1re classe avec épées                                              | 139         |
| 1re classe avec épées avec ruban pour service de guerre            | 4           |
| 2e classe avec étoile, couronne et épées                           | 5           |
| 2e classe avec étoile                                              | 150         |
| 2e classe avec étoile avec ruban pour service de guerre            | 4           |
| 2e classe avec étoile et épées                                     | 268         |
| 2e classe avec étoile et épées avec ruban pour service de guerre   | 10          |
| 2e classe                                                          | 220         |
| 2e classe avec ruban pour service de guerre                        | 7           |
| 2e classe avec épées                                               | 355         |
| 2e classe avec épées avec ruban pour service de guerre             | 23          |
| Croix d'officier                                                   | 186         |
| Croix d'officier avec épées                                        | 243         |
| 3e classe avec couronne                                            | 19          |
| 3e classe avec couronne avec ruban pour service de guerre          | 10          |
| 3e classe avec couronne et épées                                   | 517         |
| 3e classe avec couronne et épées avec ruban pour service de guerre | 28          |
| 3e classe                                                          | 612         |
| 3e classe avec ruban pour service de guerre                        | 19          |
| 3e Classe avec Épées                                               | 834         |
| 3e classe avec épées avec ruban pour service de guerre             | 44          |
| 4e classe avec couronne                                            | 601         |
| 4e classe avec couronne avec ruban pour service de guerre          | 59          |
| 4e classe avec couronne et épées                                   | 3 042       |
| 4e classe avec couronne et épées avec ruban pour service de guerre | 112         |
| 4e classe                                                          | 1 108       |
| 4e classe avec ruban pour service de guerre                        | 170         |
| 4e classe avec épées                                               | 24 141      |
| 4e classe avec épées avec ruban pour service de guerre             | 544         |

## Quelques récipiendaires
- Léopold de Wittelsbach, prince régent de Bavière
- Louis III, roi de Bavière
- Léopold de Bavière, prince de Bavière
- Otto von Below
- Karl-Heinrich Bodenschatz
- Jakob Ritter von Danner
- Erich von Falkenhayn
- Robert Ritter von Greim
- Wilhelm Groener
- Franz Halder
- Kurt von Hammerstein-Equord
- Franz von Hipper
- Max Hoffmann
- Max Immelmann
- Friedrich Freiherr Kress von Kressenstein
- Wilhelm Ritter von Leeb
- Fritz von Lossberg
- August von Mackensen
- Hans von Seeckt
- Wilhelm Ritter von Thoma
- Gerd von Rundstedt
- Adolf Pernwerth von Bärnstein
- Eugen Ritter von Schobert
- Wolf Ernst Hugo Emil von Baudissin